# سعر الملح
سعر الملح (أعيد نشرها في وقت لاحق تحت عنوان كارول)، وهي رواية رومانسية عام 1952 لباتريشيا هاسميث، نشرت أول مرة تحت اسم مستعار «كلير مورغان». هايسميث -المعروفة بوصفها كاتبةً مثيرة استنادًا إلى فيلمها النفسي «غُرباء على متن قطار»- استخدمت اسمًا مستعارًا لأنها لم تكن تريد  وسمها بأنها «كاتبة كتب مثلية»، وبسبب استخدام أحداث حياتها الخاصة للشخصيات والحوادث في القصة. على الرغم من أن هايسميث كان لديها العديد من العلاقات الجنسية والرومانسية مع النساء، وكتبت أكثر من 22 رواية والعديد من القصص القصيرة، فإن «سعر الملح» روايتها الوحيدة -قطعًا- حول علاقة مثلية ، وكانت نهايتها السعيدة نسبيًا غير مسبوقة في الأدب المثلي. والجدير بالذكر أيضًا كونها الوحيدة من رواياتها التي لها «نهاية سعيدة» تقليدية، والشخصيات التي كان لها «وجود جنسي أكثر وضوحًا».
جرى بث اقتباس إذاعي بريطاني للرواية في عام 2014. كارول، فيلم مقتبس رشح لست جوائز أوسكار وتسع جوائز أوسكار الفيلم البريطاني، صدر في عام 2015.

## الحبكة
تيريز بيليفيت هي امرأة شابة وحيدة، بدأت تعيش حياة البالغين في مانهاتن، وتبحث عن فرصتها لعيش حياتها المهنية في تصميم مجموعة المسرح. عندما كانت فتاة صغيرة، أرسلتها والدتها الأرملة إلى مدرسة داخلية أسقفية، تاركة لها شعورًا بالتخلي عنها. تيريز تعود لمواعدة ريتشارد، وهو شاب، ولكنها لا تجد المتعة والحب في أثناء ممارسة الجنس معه. في إحدى أيام العمل الروتينية الطويلة في قسم الرسائل في متجر كبير خلال موسم عيد الميلاد، تصبح تيريز مهتمة بزبون، امرأة أنيقة وجميلة في أوائل الثلاثينات من عمرها. اسم المرأة هو كارول آيرد، وتعطي تيريز عنوانها حتى يمكنها تسليم مشترياتها، وترسل تيريز لها بطاقة عيد الميلاد. كارول، التي تمر بانفصال وطلاق صعبين -وهي نفسها وحيدة تمامًا- تستجيب بنحو غير متوقع، وتبدآن في قضاء بعض الوقت معًا. تيريز تصبح أكثر تعلقًا بكارول. ريتشارد يتهم تيريز بأنها في علاقة مع إحدى طالبات المدرسة، ولكن تيريز تعرف ما هو أكثر من ذلك: إنها في حالة حب مع كارول.
زوج كارول، هارج، يشك في علاقة كارول مع تيريز، التي يلتقي بها لفترة وجيزة عندما تبقى تيريز في منزل كارول في نيو جيرسي. وكانت كارول قد اعترفت في وقت سابق لهارج أنها كانت على علاقة جنسية قصيرة قبل أشهر مع صديقتها المقربة، آبي. يأخذ هارج ابنته وابنة كارول، ريندي، للعيش معه، ما يحد من وصول كارول إليها. مع استمرار إجراءات الطلاق، للهروب من التوتر في نيويورك، كارول وتيريز تذهبان برحلة على الطريق الغربي لولاية يوتا، على مدار الطريق يصبح من الواضح أن المشاعر لديهما لبعضهما بعضًا رومانسية وجنسية. أصبحت علاقتهما جسدياً وعاطفيًا حميمية، ويعلنون حبهما لبعضهما بعضًا. تدرك الامرأتين أن محققًا خاصًا يلاحقهما، استأجره هارج لجمع الأدلة التي يمكن استخدامها ضد كارول من طريق إثبات جريمتها المثلية الجنسية في جلسات الحضانة القادمة. تدركان أن المحقق قد تنصت بالفعل إلى غرفة الفندق، التي مارست فيها كارول وتيريز الجنس أول مرة.
على طريق في نبراسكا، بعد أن يتبعهم المحقق لأميال وينوي بوضوح الاستمرار في القيام بذلك، تواجهه كارول وتطالبه بتسليم أي دليل ضدها. تدفع له ثمنًا باهظًا لبعض الأشرطة على الرغم من أنه يحذرها من أنه قد أرسل بالفعل عدة أشرطة وغيرها من الأدلة إلى هارج في نيويورك. كارول تعرف أنها ستفقد حضانة ريندي إذا واصلت علاقتها مع تيريز. تقرر العودة إلى نيويورك  من أجل حقوقها فيما يتعلق بابنتها وستعود إلى تيريز في أقرب وقت ممكن. تيريز تبقى وحدها في الغرب الأوسط في نهاية المطاف، كارول تكتب لتقول لها إنها وافقت على عدم مواصلة علاقتهما.
الأدلة على المثلية الجنسية لدى كارول قوية لدرجة أنها تستسلم لهارج بدلًا من أن تبث تفاصيل تصرفاتها في المحكمة. وهي تتفق على منحه الحضانة الكاملة لريندي، وتتركها مع والدها مع زيارات محدودة تحت الإشراف. على الرغم من الحزن، تيريز تعود إلى نيويورك لإعادة بناء حياتها. تيريز وكارول يرتبان للقاء مجددًا. تيريز، لا تزال تؤذي كارول لأنها تخلت عنها في محاولة يائسة للحفاظ على علاقة مع ريندي، وترفض دعوة كارول للعيش معها. تذهب كل منهما مساءً إلى خطبة مختلفة. تيريز، بعد مغازلة قصيرة مع الممثلة الإنجليزية التي تتركها بخجل، وتتذكر علاقاتها بسرعة، والوحدة تتجاوزها، مثل الرياح السريعة، وتذهب للعثور على كارول، التي تحمل لها حبًا أكثر من أي وقت مضى.